# Зейнеп Чамчъ
Зейнеп Чамчъ (на турски: Zeynep Çamcı) е турска филмова и театрална актриса.

## Биография
Родена е на 11 декември 1986 г. в Бодрум, Турция. Завършила е в Истанбулския университет.
Печели награда „Най – добра актриса – Златен портокал“1 Архив на оригинала от 2016-08-18 в Wayback Machine.. Тя е една от най-популярните и добре познати актриси в Турция. Тя е известна с ролите си в Реджеп Иведик 2 в ролята на „касиерка“ (2009 г.), Реджеп Иведик 3 като „Зейнеп“ (2010 г.), Мери като „Мария“ (2013 г.) и Лудата Зелиха като „Ева“ (2014 г.). Освен това Зейнеп Чамчъ е известна водеща актриса за телевизионни сериали като Лейла и Majnun като „Пърл – Лейла“, Emir Road като „Джон“, ми такава любов като „Aysem“ и любовта не е любов като „Морски лъв“. Тя говори турски (роден език), немски и английски език.

## Кариера

### Филми
| Филми             | Роля   | Година  |
| ----------------- | ------ | ------- |
| Реджеп Иведик 2   | Касиер | 2009 г. |
| Реджеп Иведик 3   | Зейнеп | 2010 г. |
| Güneşin Karanlığı | –      | 2009 г. |
| Meryem            | –      | 2013 г. |
| Лудата Зелиха     | Ева    | 2014 г. |

### Сериали
| Сериали            | Сезон | Роля   |
| ------------------ | ----- | ------ |
| Eğlendirme Dairesi | 1     | Зейнеп |
| Beni Böyle Sev     | 3     | -      |
| Emir'in Yolu       | 1     | Кан    |
| Лейла и Меджнун    | 1     | Седеф  |
| Canımın İçi        | 1     | Синем  |
| Seviyor Sevmiyor   | −     | Дениз  |